# Wer sind die Mörder?

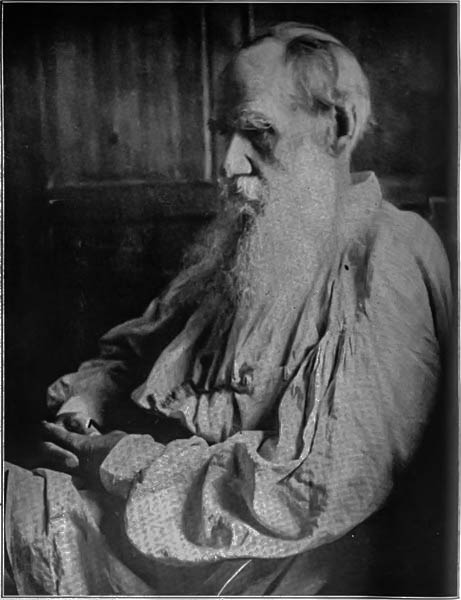
Lew Tolstoi im Jahr 1908

Wer sind die Mörder? (russisch Кто убийцы?, Kto ubizy?) ist eine Erzählung von Lew Tolstoi, deren Niederschrift Anfang 1909 begonnen wurde. Das Fragment wurde postum 1912 im Bd. 3 der Nachgelassenen Künstlerischen Werke L. N. Tolstois von Iwan Pawlowitsch Ladyschnikow in Berlin publiziert.

## Inhalt
Der Verfasser, ein alter Mann, beschimpft die russische Obrigkeit im kurzen Vorwort auf das Übelste. Er fühlt sich ob seines bisherigen Schweigens aber „mitschuldig an den Greueltaten der Machthaber“, will das bisherige „törichte, gehaltlose Geschreibsel“ aufgeben und nun kurz vor seinem Ableben auspacken.
Im Winter auf das Jahr 1905 hatte der Bauer Semjon Burylin seinen anstelligen Sohn Pawel als Kontoristen in einer Moskauer Parfümeriefabrik vorteilhaft untergebracht. Mit dem Fabrikbesitzer Michail Borissowitsch Schindel hatte der Vater ein anständiges Gehalt ausgehandelt. Pawel schickt davon ein gut Teil regelmäßig nach Hause. Daheim auf dem Dorfe – Pawel hat dort seine Braut Agrafena zurücklassen müssen – sind Vater und Mutter stolz auf ihren tüchtigen Jungen. Unter Bauern wusste Pawel in jeder Lebenslage stets, wie angemessen zu handeln sei. In der großen Stadt muss er sich orientieren und seinen Platz finden. Da begegnet er in Moskau seinem ehemaligen Arbeitskollegen Nikolai Anossow. Pawel, der gerne liest, wird von Anossow mit Literatur versorgt und in die Ziele des Arbeiterbundes eingeführt. Der Fabrikbesitzer Schindel hat nichts dagegen, wenn sich seine Untergebenen organisieren. Schindel würde sogar Streik tolerieren. Allerdings müsste letzterer friedlich ablaufen. Wenn Schindel in seinem bürgerlichen Umkreis solche fortschrittlichen Ideen bespricht, geht ihm besonders die Gestalt des aufstrebenden jungen Kontoristen Pawel Burylin als vielversprechend durch den Kopf.
Das Komitee der Sozialrevolutionäre plant einen Überfall. Denn für eine Druckerpresse werden um die 10 000 Rubel benötigt. Pawel ist hell begeistert, als er von Anossow als zweiter Mann angeworben wird. Der Ausbeuter Schindel soll am Lohntag um 7 000 Rubel erleichtert werden. Der bewaffnete Raubüberfall auf die Kasse misslingt. Schindel und ein Hausknecht aus dem Nachbargebäude stellen sich dem Duo in den Weg. Als Pawel – ohne Beute – mit Revolverschüssen in die Luft den Fluchtweg freischießen will, wird er von der Polizei festgenommen, „ins große Gefängnis eingeliefert und dort sich selbst überlassen.“

## Verwendete Ausgabe
- Wer sind die Mörder? Aus dem Russischen übersetzt von Hermann Asemissen. S. 378–399 in: Eberhard Dieckmann (Hrsg.): Lew Tolstoi. Hadschi Murat. Späte Erzählungen. Bd. 13 von Eberhard Dieckmann (Hrsg.), Gerhard Dudek (Hrsg.): Lew Tolstoi. Gesammelte Werke in zwanzig Bänden. Rütten & Loening, Berlin 1986